# Rzymiany
Rzymiany [pronunciación en polaco: /ʐɨˈmjanɨ/] (en alemán: Reimen) es un pueblo en el distrito administrativo de Gmina Pakosławice, dentro del condado de Nysa, Voivodato de Opole, en el suroeste de Polonia. Se encuentra a unos 6 kilómetros al noroeste de Pakosławice, 11 kilómetros al norte de Nysa, y 47 kilómetros al oeste de la capital regional Opole.